# Sommernovelle
Sommernovelle ist ein 2015 im Luchterhand Literaturverlag erschienener Jugendroman von Christiane Neudecker.
Es ist Frühling 1989. Zwei 15-jährige Schülerinnen aus Süddeutschland verbringen ihre Pfingstferien auf Sylt, einer norddeutschen Vogelinsel. Zwei Wochen lang leben sie auf einer Vogelstation und helfen Professor Dr. Hansjörg Kupfer Vögel zu zählen. Sie wollen die Welt verändern und sich für die Natur einsetzen.

## Intention
Auf die Frage, warum sie „Sommernovelle“ geschrieben hat, antwortete die Schriftstellerin Christiane Neudecker:

„Das war mir wichtig, dass ich es so beschreibe wie ich es damals kennengelernt habe. Ich war da gerade 15 und das hat einen wahnsinnig geprägt. Tschernobyl warf seinen Schatten, der Saure Regen, Atomkraft, die Regenwälder. Also es gab diese ganzen großen und für uns wahnsinnig lebensbedrohenden Themen. Das hat uns alle damals geprägt. Das hat bestimmte Ängste hervorgerufen. Das hat auch einen bestimmten Aktionismus und Idealismus geweckt. Und da war es mir sehr wichtig, dass ich das aus einer Position heraus beschreibe, die für mich vertraut ist.“

## Handlung

### Das Meer, das Meer
Panda (Spitzname der Protagonistin) und ihre langjährige Freundin Lotte verreisen das erste Mal alleine in die Ferien. Ihre Mütter begleiten sie zum Nachtzug, mit welchem sie Richtung Norden zur Insel reisen. Bei der Abfahrt zweifelt Pandas Mutter, ob es die richtige Entscheidung ist, dass sie zu diesem Zeitpunkt reisen. Am Hafen werden sie von Hiller und Sebald, langjährige Mitarbeiter der Vogelstation, abgeholt. In der Station angekommen, treffen die Freundinnen das erste Mal auf ihre Arbeitskollegen, die Studentin Melanie, die geheimnisvolle Fräulein Schmidt und den jungen, attraktiven Julian. Zur Zeit ihrer Ankunft ist der Professor abwesend. Bald darauf erfahren sie, dass sie ein Zimmer mit Melanie und Fräulein Schmidt teilen müssen, worüber sie jedoch nicht sehr erfreut sind, da sie sich auf eine Zeit ohne Erwachsene gefreut haben. Später werden sie durch das Haus geführt und ihnen fällt sofort auf, dass es keine Vögel gibt. Der Grund dafür ist, dass dem Professor die Pflege, die Aufzucht und die Auswilderung zu viel wurde.

### Hühnergötter, Engelsflügel und ein Turm, ein Babelturm
Am nächsten Morgen findet die erste Führung statt, die von Melanie geleitet wird. Lotte und Panda schauen aufmerksam zu und notieren sich wichtige Details, weil sie später selber Führungen geben müssen. Während der Führung spürt Panda einen sogenannten Buchstabenschmerz. Sie beschreibt ihn als ein Rauschen im Kopf. Panda verlässt aus diesem Grund die Gruppe und trifft auf Hiller, der auf dem Kamm einer Aussichtsdüne steht. Er beobachtet und zählt Vögel. Panda schaut ihm dabei zu und wird von ihm aufgefordert mitzuzählen. Schnell bekommt sie aber das Gefühl, dass sie für diese Arbeit die falsche Person sei, da sie Mühe mit Mathe hat. Doch Hiller kann sie beruhigen, indem er ihr rät Zahlen durch Buchstaben zu ersetzen. Dies vereinfacht ihr das Zählen. Panda und Hiller unterhalten sich eine lange Zeit über das Lesen. Daraufhin gibt Hiller Panda einen seltsamen Satz « Eine irrsinnige Frau geht in den Dünen vor. », dessen Autor sie herausfinden soll. Als Gegenleistung bietet er ihr an, den Himmel lesen zu lernen.

### So viele Dinge
Panda und Lotte wollen nicht ein Zimmer mit Fräulein Schmidt und Melanie teilen, weshalb sie sich einen Kellerverschlag der Station zum Schlafzimmer umräumen. An die Wand heften sie Vogelzettel, um sie so zu lernen. Panda notiert sich die wichtigsten Daten und Lotte zeichnet den dazugehörigen Vogel. Währenddessen denkt Panda an den Satz von Hiller. Sie hat jedoch noch nichts herausgefunden.
Als sie am nächsten Tag mit den Fahrrädern unterwegs sind, spürt Panda wie alles an ihr vorbeizieht. Dabei kommt sie auf die Idee vom Bungee-Kran zu springen. Dazu braucht sie jedoch die Genehmigung ihrer Eltern.
Später entscheiden sie sich zum Strand zu gehen. Dabei schämt sich Panda über ihren Badeanzug und ihre Figur, die sie mit Lotte vergleicht. Während sie auf einer Bank sitzen, bemerkt Panda Julian mit Melanie, die aus einem kleinen Laden kommen und beobachtet wie er ihr in den Hals beißt. Sie ist sich aber nicht sicher, ob sie das richtig wahrgenommen hat. Lotte hat nichts gesehen. Sie spazieren alle zusammen über die Strandpromenade. Dabei schämt sich Panda über das Urlaubsgefühl, das sie hat. Sie sind schließlich nur zum Arbeiten da. Im Haus angekommen, gehen alle schlafen. Nur Panda bleibt wach und findet auf dem Tisch einen Umschlag, der an sie adressiert ist. Er müsste von Hiller sein. „Die Tochter des Landvogts geht gern in die Dünen“, steht da geschrieben. Panda kennt das irgendwoher. Sie geht zum Ausstellungsraum und zieht kurz darauf „Der Landvogt von Greifensee“ von Gottfried Keller aus dem Regal. Erfreut über ihre Erkenntnis kritzelt sie den Namen des Autors auf den gleichen Zettel und legt ihn für Hiller zurück auf den Tisch.

### In den Himmel geschrieben
Panda macht ihre erste Führung allein, doch sie gelingt ihr nicht so wie erwartet. Ihr fehlt Lotte, mit der sie eigentlich diese Führung machen sollte. Dazu sind die Kinder, die sie herum führt, sehr neugierig und sensibel, was die Situation nur schlimmer macht.
Nach der Führung trifft Panda auf Lotte. Dabei bemerkt sie ihr rotes Gesicht. Sie hat Julian ohne Hosen gesehen. Als sie über das Geschehene sprechen, werden sie von Hiller unterbrochen. Hiller teilt Panda mit, dass ihre Vermutung über den Autor Gottfried Keller falsch ist. Trotzdem erklärt sich Hiller bereit ihr eine Himmelsstunde zu geben, um ihr das Vogelzählen beizubringen. Auf dem Aussichtspunkt angekommen, sieht Panda Hunderte schlagende Flügelpaare und hat zunächst keine Übersicht. Denn es funktioniert nicht, wenn man nur die einzelnen Tiere eines Schwarmes am Himmel verfolgt. Man muss es als Ganzes verfassen. Hiller rät ihr diese Einheit mit Buchseiten zu vergleichen. Sie soll sich eine Bibliothek vorstellen mit Hunderten von Büchern. Die Vögel seien dabei die Buchstaben. Die Buchstaben werden zu Sätzen und schließlich zu ganzen Seiten.
Es war Julians letzter Tag auf der Vogelstation und Melanie, Lotte und Panda organisieren gemeinsam eine Abschiedsparty für ihn. Die Musik war laut und sie tanzen die ganze Nacht. Lotte und Julian unterhalten sich währenddessen. Als Panda bemerkt, dass sie sich nahestanden, beschließt sie zu gehen und die beiden alleine zu lassen. Sie geht in den Garten und unterhaltet sich mit Sebald. Von Melanie werden sie schließlich unterbrochen. Panda dreht sich zur Terrasse um, um nach Lotte und Julian zu sehen, doch sie sind weg.

### Querströmungen
Panda fragt sich, was der Zweck von ihrer Arbeit an der Vogelstation ist. Sie versteht es nicht und es scheint so, als würde es niemand ihr erklären wollen. Ihre Freundin Lotte ist diese Frage zurzeit nicht sehr wichtig. Sie ist in Julian verliebt und ist bei der Abschiedsparty vor seiner Abreise mit ihm verschwunden und kehrt erst mitten in der Nacht zurück. Panda ist neugierig, doch Lotte will ihr nicht erzählen, was mit Julian passiert ist. Ab dieser Nacht trägt Lotte immer Julians Hose und wartet ungeduldig auf einen Anruf von ihm.
Panda versucht von Fräulein Schmidt die Antwort auf ihre Frage zu kriegen aber sie hilft ihr nicht weiter und sagt, sie müsse den Professor fragen. Panda weiß nicht was machen und ruft aus Verzweiflung ihre Mutter an, doch sie erzählt ihr nichts davon, denn sie will ihre Mutter nicht beunruhigen.

### Vom Fliegen im Schlaf
Bei der ersten Begegnung mit dem Professor erweist er sich als unsympathisch und streng. Die Stimmung im Haus ist anders, seit er gekommen ist. Er bemängelt, dass Lotte und Panda die Hausordnung nicht abgezeichnet haben, dass sie die Spenden nicht richtig aufgelistet haben und dass das WC nicht geschlossen war. Er will, dass sie abreisen und fragt ob sie sich über ihre Arbeit an der Vogelstation informiert hätten. Hiller versucht ihn zu beruhigen und gibt sich selbst die Schuld.
Der Professor will eine Zählung der Möweneier auf dem Koog veranstalten. Lotte geht mit Melanie und Panda mit Hiller mit, da beide keine Erfahrung in dieser Aufgabe haben. Als Hiller und Panda das Brutgebiet betreten, wurden sie von drei Möwen angegriffen. Panda beschuldigt nicht die Möwen, sondern ist sich bewusst, dass sie sich in ihrem Lebensraum befinden.
Auf ihre Frage, was mit den Zählungen passiert, bekommt sie immer noch keine richtige Antwort. Der Professor sagt ihr nur, dass sie Phonogramme erstellen. Panda kann sich unter dieser Antwort nichts vorstellen.

### Ein Garten aus Luft
Melanie will Lotte beibringen, wie man sich schminkt, da sie es nicht kann. Panda gefällt diese Verwandlung nicht, denn Lotte sah künstlich aus. Währenddessen spricht Melanie über Julian. Dabei stellt sich heraus, dass sie Sex mit ihm hatte. Als Lotte das hört, rennt sie aus der Toilette.
Panda suchte sie überall, aber sie war nirgendwo zu finden. Während ihrer Suche trifft Panda den Professor. Sie führen eine lange Diskussion über die Auswertungen. Dabei wird der Professor wütend und sagt, dass sie das überhaupt nichts anging, sie sei zu jung. Panda beginnt zu weinen, den Professor scheint das aber nicht zu interessieren und geht.
Panda ist es jetzt klargeworden, dass die gesammelten Daten gar nicht ausgewertet werden. Als sie später Hiller und Sebald trifft und ihnen das erzählt, scheint keiner der beiden überrascht zu sein. Sie kann es nicht glauben, alles war eine Lüge. Darauf rennt sie aus dem Haus und will ihre Mutter anrufen und ihr alles erzählen, doch sie macht das nicht.
Als sie zurückläuft, findet sie Lotte. Sie hat Julians Hose ausgezogen und will sie verbrennen. Sie möchte nichts mehr von ihm wissen. Sie fragen sich, in welchem Alter man erwachsen und so wird, wie der Professor und die anderen.

### Später. Und später
Am gleichen Abend packen sie zusammen, ohne etwas zu sagen. Nichts könnte sie länger an diesem Ort halten. Während alle schlafen, geht Panda in das Zimmer, in dem Julian wohnte und bemerkt dort eine Treppe. Sie geht hoch und findet einen Brief von ihrer Mutter. Sie hat ihr den Sprung vom Bungee-Kran erlaubt. Der Professor hat diesen Brief versteckt. Sie schreibt auf die Wand „1989 Panda was here“. Sie wollte etwas von ihr hinterlassen, denn der Professor sollte sie nicht vergessen.
Bei Sonnenaufgang schleichen sich Panda und Lotte aus dem Haus. Von Hiller kann sich Panda noch verabschieden. Später findet sie vier Blätter in ihrer Jackentasche von ihm. Er hat ihr die „Sylter Novelle“ abgeschrieben. Der letzte Satz war: „Eine irrsinnige Frau geht in den Dünen um“.
In den folgenden Jahren fährt Panda öfters an die Nordsee, besucht die Insel aber nicht. 25 Jahre später geht Panda mit ihrer Mutter auf die Insel. Die Vogelstation ist aber nirgendwo zu finden. Die Insel war nicht dieselbe, wie in ihrer Erinnerung. Erst als sie mit ihrem Handy nach Verbindung sucht, um mit Lotte zu telefonieren, entdeckt sie die alte Vogelstation. Sie geht zu ihrer Mutter zurück, welche sich mit einem Mann unterhält. Von ihm erfahren sie, dass der Professor tot sei und dass die Vogelstation verkauft wurde.

## Charakterisierung

### Panda
Panda ist die Protagonistin der Novelle. Ihr richtiger Name ist nicht bekannt, doch wird sie von ihrer Familie so genannt. Sie ist 15 Jahre alt und kommt aus Süddeutschland. Ihre Haare sind rot und ihre Kleider hat sie schwarz gefärbt. Lesen und Schreiben gehören zu ihren Lieblingsbeschäftigungen. Sie liest vor allem Erwachsenenbücher von Autoren wie Goethe, Lens und Hesse. Sie interessiert sich sehr für die Natur und setzt sich auch für sie ein. Die Katastrophe von Tschernobyl hat ihr Leben nachhaltig geprägt. Sie schämt sich, dass ihre Eltern zwei Autos haben. Deshalb ist sie am Anfang so begeistert von dieser freiwilligen Arbeit an der Vogelstation und denkt, etwas mit ihrer Arbeit zu bewirken.

### Lotte
Lotte ist ebenfalls 15 Jahre alt und schon seit einer Ewigkeit mit Panda befreundet. Bereits ihre Großeltern kannten sich. Lotte kleidet sich im Gegenteil zu Panda immer in bunten Farben und ist eine sehr fröhliche Person. Ihr Talent ist das Zeichnen. Für sie ist die Natur auch ein hohes Gut und zweifelt nicht daran diese Reise mit Panda zu unternehmen. In diesen zwei Wochen geht ihr Charakter viele Veränderungen durch, denn sie verliebt sich und schenkt ihrer besten Freundin und ihrer Arbeit an der Vogelstation nicht viel Aufmerksamkeit. Jedoch wird sie von Julian enttäuscht und sieht ein wie falsch ihr Verhalten war.

### Pandas Mutter
Wie Panda liest die Mutter auch sehr viel. Über die Beziehung zu Panda erfährt man nicht viel. Sie macht sich Sorgen um ihren Ehemann und findet nicht, dass es einen guten Zeitpunkt für Pandas Reise ist.

### Pandas Vater
Bei Pandas Vater wurde vor sechs Monaten Krebs diagnostiziert.

### Hiller und Sebald
Hiller und Sebald sind die zwei Erwachsenen auf der Station. Beide waren im Zweiten Weltkrieg gemeinsam an der Front. Hiller ist schmächtiger als Sebald. Er ist ein hoch aufgeschossener, ungelenker Mann mit dichtem, dunklem Haar, grauem Vollbart und buschigen Augenbrauen.

### Fräulein Schmidt
Fräulein Schmidt ist eine mürrische alte Dame und arbeitet schon lange in allen möglichen Bereichen für den Professor. Auch hat sie eine Affäre mit ihm. Früher soll sie eine Diva an einem italienischen Opernhaus gewesen sein. Sie soll eine Sängerin mit richtiger klassischer Ausbildung gewesen sein.

### Melanie
Melanie ist eine junge Studentin, die Astrophysik studierte, aber vor kurzem abgebrochen hat, und zurzeit ebenfalls in der Vogelstation aushilft. Sie hat eine nicht exklusive Beziehung mit Julian und hofft, mit ihm in Uganda auf einer Aufforstungsstation zu arbeiten.

### Julian
Julian ist ein junger Mann, der ein Jahr auf der Station aushalf. Mit dem Professor versteht er sich nicht besonders gut, umso besser mit Melanie und Lotte.

### Professor
Professor Dr. Hansjörg Kupfer gehört die Vogelstation. Er ist ein sehr ernster und strenger Mann, der keinen Spaß versteht. Er ist verheiratet, hat aber eine Affäre mit Fräulein Schmidt.

## Form
Die Ich-Erzählerin Panda schildert uns die Geschichte aus einer zukünftigen Erwachsenenperspektive rückblickend von diesem Sommer. Sie bleibt in ihrem Erzählen aber authentisch und weicht Reflexionen aus ihrer Gegenwart aus. Es werden jedoch viele Rückblicke, Familiengeschichte und Erinnerungen eingebaut, mit denen sich Panda auseinandersetzt.
Diese Novelle gehört in die Gattung der Jugendromane, denn die Protagonistinnen suchen nach ihrer Identität und versuchen die Welt mit ihren Handlungen zu verändern.

## Hintergrund
Es ist Pfingsten 1989, das Jahr kurz vor der Wende, in dem es vor allem Jugendliche in Norden und Süden Deutschlands, nicht aber in Westen und in Osten. Der Mauerfall ist noch nicht vorstellbar und die Umweltkrisen sind eine große Bedrohung. Deutschland befindet sich noch im Schatten der Wolke von Tschernobyl.

## Kritiken
- Maren Keller: Eine Coming-of-Age-Geschichte, die lesesüchtig macht. In: Spiegel Online
- Meine Fessmann: Von berückend leichthändiger Virtuosität. In: Süddeutsche Zeitung
- Christina Hoffmann: Christiane Neudeck ist eine Meisterin der Atmosphäre. In: Frankfurter Allgemeine Zeitung

## Textausgabe
- Christiane Neudecker: Sommernovelle. Luchterhand, 2015, ISBN 978-3-630-87459-3